# Alfredo Capone
Alfredo Capone (17 ottobre 1872 – ...) è stato un politico e avvocato italiano.

## Biografia
Nato nel 1872 da Vincenzo Capone e Teresa d'Errico, conseguì la laurea in giurisprudenza ed esercitò la professione di avvocato a Salerno.
Già vice-sindaco di Francesco Galdo dal 1920, svolse le funzioni di sindaco di Salerno dopo l'improvvisa morte di Galdo il 26 gennaio 1923. Il 14 febbraio successivo fu eletto ufficialmente sindaco dal consiglio comunale, con venticinque voti su ventotto votanti.
Il 6 gennaio 1924 fu vittima di un'intimidazione da parte dei fascisti e venne costretto alle dimissioni il seguente 11 gennaio.
Capone fu l'ultimo sindaco liberale di Salerno prima della dittatura e l'istituzione dei podestà. Non aderì mai al Partito Nazionale Fascista.